# Johanna Müller-Scheffsky
Johanna Müller-Scheffsky (* 4. Februar 1998) ist eine deutsche Volleyballspielerin.

## Karriere
Johanna Müller-Scheffsky spielte in ihrer Jugend in Senden (Westfalen) beim ASV Senden. Von 2014 bis 2016 spielte sie mit der zweiten Mannschaft des USC Münster in der 2. Bundesliga Nord. In der Saison 2016/17 war sie beim Ligakonkurrenten Skurios Volleys Borken aktiv. Nach einer Saison beim Nachwuchsteam VC Olympia Münster in der 3. Liga West wechselte sie zum VC Offenburg, mit dem sie 2019 auf der Außenangriffsposition Meisterin der 2. Bundesliga Süd wurde. Danach spielte Johanna Müller-Scheffsky für ein Jahr als Libera beim Bundesligisten USC Münster. 2020 wechselte sie zum Zweitligisten BSV Ostbevern. Nachdem der BSV Ostbevern aus der Saison 2020/21 freiwillig aufgrund der COVID-19-Pandemie ausschied, wechselte Johanna Müller-Scheffsky zu ihrem Ex-Verein Skurios Volleys Borken, mit dem sie eine Meisterschaft (2022) und eine Vizemeisterschaft der 2. Bundesliga Frauen Nord gewann.
Seit der Saison 2023/24 spielt sie erneut als Außenangreiferin beim USC Münster II.